# Banco de Nuevo León
El Banco de Nuevo León fue una institución de crédito fundada en 1892 en la ciudad de Monterrey, capital del estado de Nuevo León (México), siendo considerada la primera institución de su tipo en el norte de México. De su fusión en la década de 1940 con el Banco Mercantil de Monterrey surgió el Grupo Financiero Banorte.

## Historia

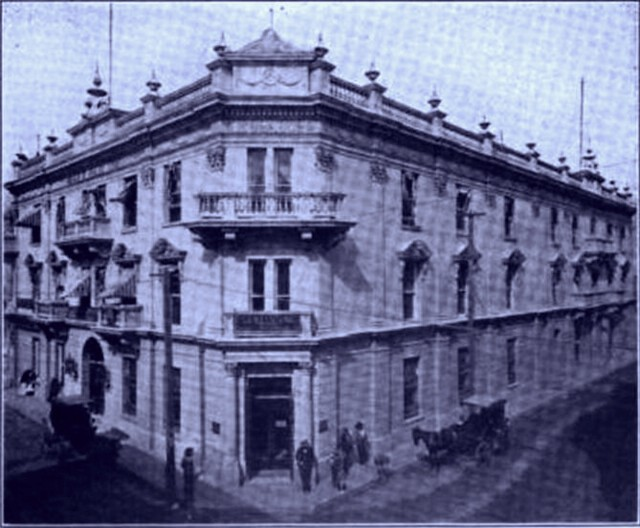
Sede del Banco de Nuevo León publicada en The Bankers Magazine de 1909

Fue fundado por contrato del 5 de agosto de 1892 con la Secretaría de Hacienda, representada por el entonces secretario José Yves Limantour, habido con el general Francisco Olivares y Manuel Peniche, en representación de un grupo de inversionistas y financieros del norte de México.
Sus principales accionistas fueron Evaristo Madero, Marcelino Garza, general Jerónimo Treviño, Rómulo Larralde y Viviano L. Villarreal. Su primer consejo de administración estuvo conformado por el general Jerónimo Treviño, Patricio Milmo, Valentín Rivero, Andrés Farías, Eduardo Zambrano y Francisco Armendáiz. Su primer gerente fue Antonio V. Hernández, el segundo Ernesto Madero Farías.
En 1897 entró en una nueva concesión resultante de la Ley General de Instituciones de Crédito promulgada el mismo año.
En 1899 un grupo de dichos empresarios formó el grupo fundador del Banco Mercantil de Monterrey.
En 1904 era presidente del consejo de administración el licenciado Viviano L. Villarreal, y como consejeros Ernesto Madero Farías (gerente), Evaristo Madero, Constantino de Tárnava, Marcelino Garza, Evaristo Madero Hernández y Praxedis García.
Contó con dieciocho sucursales en el norte de México, entre ellas Tampico, Torreón, Monclova, Matamoros, Ciudad Victoria, Piedras Negras, Nuevo Laredo, entre otras.
En 1916 el general Venustiano Carranza promulgó órdenes de incautación para el Banco de Nuevo León y el Banco Mercantil de Monterrey amparado en la exigencia inclumplida de redención de sus emisiones en metálico, causando una controversia que duraría hasta la ocupación forzosa de ambas instituciones en 1917.

## Edificio del Banco de Nuevo León
Su ubicación se encontró en la actual Plaza México de la ciudad de Monterrey. En 1892 ocupó un edificio preexistente, el cual fue demolido para construir otro definitivo que fue inaugurado en 1902.
En su sede funcionaron también las oficinas de la Sociedad Cooperativa de Ahorros e Inversiones de Monterrey, la cual se trasladó al Banco Mercantil de Monterrey con la fundación de éste.